# Cecilienplatz (Berlin-Hellersdorf)
Der Cecilienplatz ist ein Platz im Berliner Ortsteil Hellersdorf des Bezirks Marzahn-Hellersdorf in der Kreuzung zweier Straßen. Westlich befindet sich der U-Bahnhof Kaulsdorf-Nord, der die Linie U5 bedient.

## Gestaltung und Nutzung

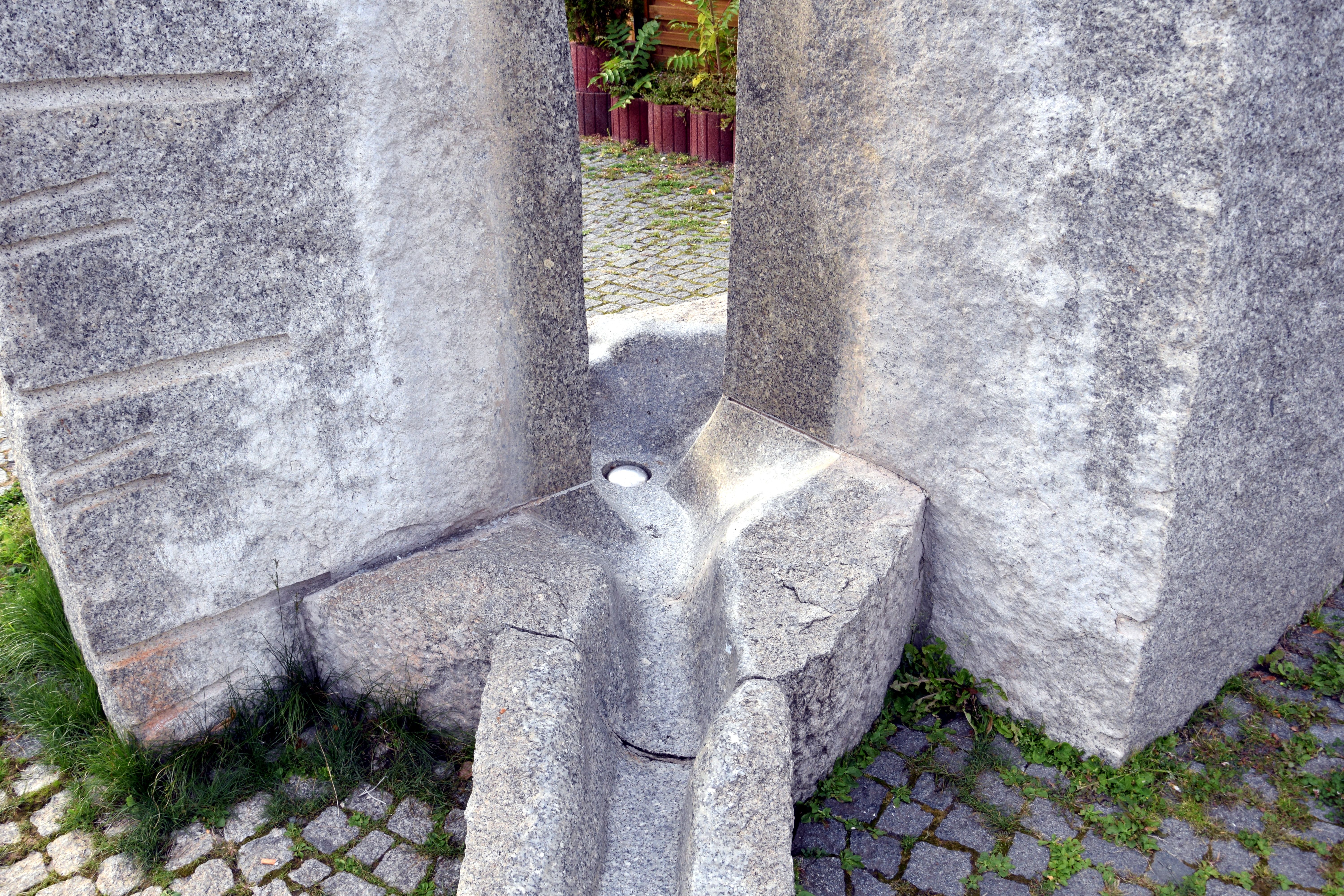
Detail des Monumentalbrunnens

Der Cecilienplatz wurde 1995 gestaltet und unterteilt sich in drei große Einzelbereiche. Im Zentrum befindet sich eine große mit Pflastersteinen ausgelegte Fläche und bildet den Zentralpunkt des Platzes. Durch dieses Zentrum verläuft eine etwa 20 Zentimeter breite und 40 Meter lange Rinne, aus der durch Granitstelen Wasser über den Cecilienplatz geleitet wird. Im nordöstlichen Teil befindet sich die Raumgestaltung Die Begegnung – Sprühtürme aus Schmuckbrunnen und Skulptur von der Landschaftsarchitektin Barbara Hanke und dem Bildhauer Kai-Uwe Dräger im Jahr 1995. Dazu gehören Granitsäulen, Kalksteine, Stahlträger und Ziegelsteine. Davor verläuft die oben genannte diagonale Rinne. Des Weiteren wird der gesamte Cecilienplatz von mehreren Baumreihen und einigen Sitzmöglichkeiten gerahmt.
Der Cecilienplatz dient regelmäßig für verschiedene Veranstaltungen. Jeden Mittwoch und Freitag findet zwischen 9 und 18 Uhr im Westen des Cecilienplatzes ein Wochenmarkt statt.
Bereits seit dem Jahr 2005 findet das alljährliche Balkonkino auf dem Cecilienplatz statt. Hierbei bringen Besucher eine Sitzgelegenheit mit und suchen sich einen Platz vor der Großleinwand.

## Hellersdorfer Walkout
Auf dem Cecilienplatz befindet sich der Startpunkt des Hellersdorfer Walkout. Hier können Hobbysportler zwischen zwei Routen wählen und sportliche Aufgaben erfüllen, die überall in der näheren Umgebung auf kleinen blau-weißen Schildern verteilt sind. Die lässige Route hat eine Länge von rund 300 Metern und acht Stopps, während die flotte Route etwa 1100 Meter lang ist und vierzehn Stopps hat.